# Ласица (приток Голбицы)
Ласица (бел. Ласіца), в верховьях Турчанка — река в Поставском районе Витебской области Белоруссии, правый приток реки Голбица. Длина реки — 30 км, площадь водосборного бассейна — 160 км², средний наклон водной поверхности 1,9 м/км.
Исток реки у деревни Турчино в 25 км к северо-западу от города Докшицы близ границы с Глубокским районом. Вплоть до первого озера Ласица именуется Турчанка, по выходе из этого озера — Ласица. От истока течёт на север, в низовьях поворачивает на северо-запад.
Протекает по западной части Полоцкой низменности. Именованных притоков не имеет, протекает через озёра Ласица, Кривое и Ласица.
Протекает деревни Турчино, Петровичи, Волки, Кривое 2-е, Сороки, Ласица, Козловщина, Прусы, Вертинские, Яловики.
Впадает в Голбицу около деревни Якимовцы. Ширина около устья 8 метров.